# Marquesado de Malagón
El Marquesado de Malagón es un título nobiliario español de carácter hereditario que fue concedido por Felipe III de España a Juan Enríquez de Guzmán y Toledo y a su mujer Guiomar Pardo y Tavera, condesa de Castellar, por derecho propio segunda señora de la villa de Malagón, en la actual provincia de Ciudad Real, a la que hace referencia el título.

## Historia
Tiene como antecedente la adquisición en 1548, por parte de Antonio Arias Pardo de Saavedra de la extinta encomienda de Malagón que había pertenecido a la Orden de Calatrava, incluyendo después otros lugares como Porzuna y Paracuellos de Jarama. Casado este caballero con Luisa de la Cerda, hermana del III y IV duques de Medinaceli, tuvieron por hija a Guiomar Pardo y Tavera, que casó con Juan Enríquez de Guzmán y Toledo, caballero de la Orden de Santiago, hijo de Enrique Enríquez de Guzmán, IV conde de Alba de Liste, y de María Álvarez de Toledo y Pimentel, de los III marqueses de Coria.
El 27 de enero de 1959 se expidió carta de sucesión en el título a favor de Victoria Eugenia Fernández de Córdoba, que ocupa el XIV lugar en la lista de marqueses, y posee entre otros títulos el de XVIII duquesa de Medinaceli, y su archivo familiar está incluido en el del Ducado de Frías, y se custodia en la sección de nobleza del Archivo Histórico Nacional.
El 8 de marzo de 2018, se expidió Real carta de sucesión en el título a favor de Victoria Elisabeth von Hohenlohe-Langenburg y Schmidt-Polex, su bisnieta.